# Związek Stronnictwa Chłopskiego
Związek Stronnictwa Chłopskiego, zkratka ZSCh, česky Svaz rolnické strany, byla agrární politická strana působící v letech 1893–1908 mezi polskou populací tehdejšího Rakouska-Uherska.

## Historie
Šlo o první agrární politickou stranu v Haliči. Založili ji roku 1893 Jan Potoczek a Stanisław Potoczek. Působila hlavně v Haliči, jejím střediskem byl region okolo města Nowy Sącz. K ustavení rolnické politické skupiny v Nowém Sączu došlo v dubnu 1893.
Programově strana hájila zájmy rolnictva a byla prokatolicky a austrofilsky orientovaná. Požadovala přerozdělení daňového břemene a zdůrazňovala roli vzdělávání. Tiskovým orgánem byl list Związek Chłopski. V roce 1895 část členské základny přešla do nově založené Polské lidové strany. V roce 1908 pak do Polské lidové strany přestoupila většina zbylého členstva.